# Architecture-Studio
Architecture-Studio es un importante estudio de arquitectura, representativo de la transición entre el estilo internacional y el movimiento de arquitectura posmoderna, creado en 1973 en París, Francia. Con alrededor de 14 socios, Architecture-Studio brinda un equipo internacional de arquitectos, planeadores urbanos, diseñadores de interiores, supervisores y especialistas de diseño sostenible de veinticinco nacionalidades diferentes con oficinas en París, Shanghái, Beijing y Venecia.
Entre sus proyectos más conocidos e importantes a nivel mundial destacan El Parlamento Europeo en Estrasburgo, el Instituto Mundial Árabe en París (junto con Jean Nouvel), y la Iglesia de Nuestra Señora del Arca de la Alianza en París.

## Filosofía
Architecture-Studio define la Arquitectura como "un arte que está socialmente entregado y comprometido en la construcción del entorno de la vida humana".  El trabajo de Architecture-Studio está basado en una cultura de grupo, desarrollando un trabajo de equipo real a través de una concepción colectiva de la Arquitectura; una voluntad de ir más allá de los intereses individuales a favor de diálogo y debate, transformando así todo conocimiento individual en un potencial creativo colectivo.
Architecture-Studio cree que esto también implica ser abierto a encuentros que pueden alterar la manera de pensar o, al menos, inflexionarlo (un libro, una película, una persona, un error en un edificio revisado, entre otros).  Esta aproximación es un clave al proceso de concepción; un proceso que no es lineal pero iterativo, no estático pero dinámico, no solo intelectual y abstracto sino orgánico y concreto.

## Socios
Llevado por esta actitud mente-abierta, el equipo de Architecture-Studio progresivamente ha crecido. Martin Robain, el fundador, se ha unido con:
- Rodo Tisnado (desde 1976);[6]
- Jean-François Bonne (desde 1979) ;
- René-Henri Arnaud (desde 1989) ;
- Alain Bretagnolle (desde 1989) ;
- Laurent-Marc Fisher (desde 1993) ;
- Marc Lehmann (desde 1998) ;
- Roueida Ayache (desde 2001) ;
- Gaspard Joly (desde 2009) ;
- Marica Piot (desde 2009) ;
- Mariano Efron (desde 2009) ;
- Amar Sabeh El Leil (desde 2009) ;
- Romain Boursier (desde 2018) ;
- Widson Monteiro (desde 2018) .

## Oficina y filiales
- Francia, París :

10 rue Lacuée, 12e Arrondissement (oficina principal);
- China, Shanghái :

Edificio 20# TongLeFang, N° 555 HaiFang Road, Shanghái (subsidiaria);
- Italia, Venice :

Campo Santa María Nova, Cannaregio (CA'ASI, espacio de exposición).

## Proyectos principales

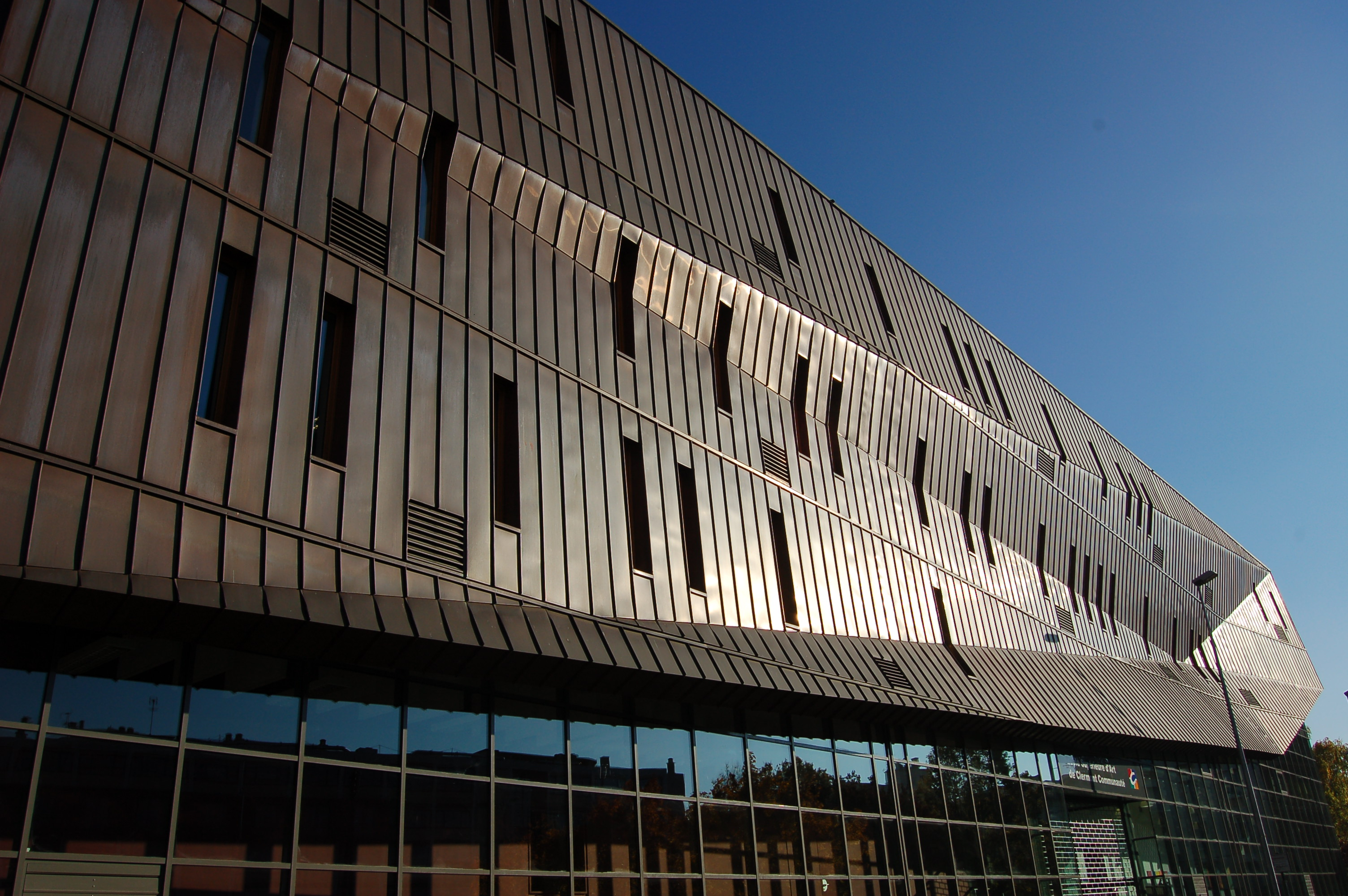
Instituto de artes en Clermont-Ferrand, 2006.

- 1987 : Instituto Mundial Árabe, París, junto con Jean Nouvel,
- 1987 : Futuroscope Lycée Pilote Innovant, cerca a Poitiers, Francia,
- 1990 : Citadelle University, Dunkirk, Francia,
- 1991 : Lycée des Arènes, Toulouse, Francia,
- 1994 : Foro des Arènes, Toulouse, Francia,
- 1994 : École des escuela de Ingeniería de las minas, Albi, Francia,
- 1996 : Courthouse, Caen, Francia,
- 1998 : Iglesia de Nuestra Señora del Arca de la Alianza, París, Francia,
- 1999 : Parlamento Europeo en Estrasburgo, Francia,
- 2002 : Centro de Investigación Danone Vitapole, Palaiseau, Francia,
- 2003 : Sede de Grupo Wison en Shanghái, China,
- 2005 : Complejo Hospitalario Avicenne, Bobigny, Francia,
- 2006 : Escuela de Finas Artes de Clermont-Ferrand, Francia,
- 2007 : Sede de la Compañía de Supermercado Francés Casino, Santo-Étienne, Francia,
- 2011 : Escuela Empresarial Advancia, París, Francia,
- 2010 : Plan Director de la Exposición Universal de Shanghái de 2010, Shanghái, China,
- 2011 : Centro Cultural de la Fundación Onassis, Atenas, Grecia.
- 2012 : Teatro Nacional de Baréin, Manama, Baréin.
- 2013 : Catedral de Nuestra Señora de Créteil, Créteil, Francia.[7][8][9]
- 2014 : Rehabilitación de la Maison de la Radio, París, Francia.

## Reconocimientos
- 1987 Premio de la Escuadra de Plata
- 1987 Premio Aga Khan de Arquitectura
- 2016 Premio Chaptal de la Comisión de Construcciones y Bellas Artes